# Bloedpootschildwants
De Pinthaeus sanguinipes, ook wel bloedpootschildwants genoemd, is een wants uit de familie Pentatomidae.

## Uiterlijk
De roodbruine tot bruine bloedpootschildwants is 13 tot 17 mm lang. Hij lijkt op de  roodpootschildwants ( Pentatoma rufipes). Die heeft echter bijna recht hoekige schouders, terwijl de schouders van de bloedpootschildwants ronder zijn. De onderkant van het schildje (scutellum) is wit, aan beide zijkanten van het schildje zit een geel of rood vlekje.  De poten van de nimf hebben een witte band om de schenen. Bij de volwassen wants is vaak ook nog een lichter deel bij de schenen te zien bij de helderrode poten. De antennes zijn donker alleen het onderste deel van het laatste segment is oranjeachtig. De dij van de voorpoten heeft een doorn.

## Verspreiding en habitat
Deze soort is aanwezig in de meeste delen van Europa. In Nederland is hij heel zeldzaam. Ze hebben een voorkeur voor de randen van loofbossen het bos van loofbos en kan meestal worden gevonden worden op de bladeren van de bomen en struiken 

## Leefwijze
De volwassen wants overwintert. De vrouwtjes leggen hun eieren in mei en de nieuwe generatie volwassen wantsen verschijnt vanaf augustus. Het zijn roofzuchtige wantsen, die zich voeden met andere insecten, voornamelijk met de larven van kevers, bladwespen en vlinders. 